# Cyril Dessel

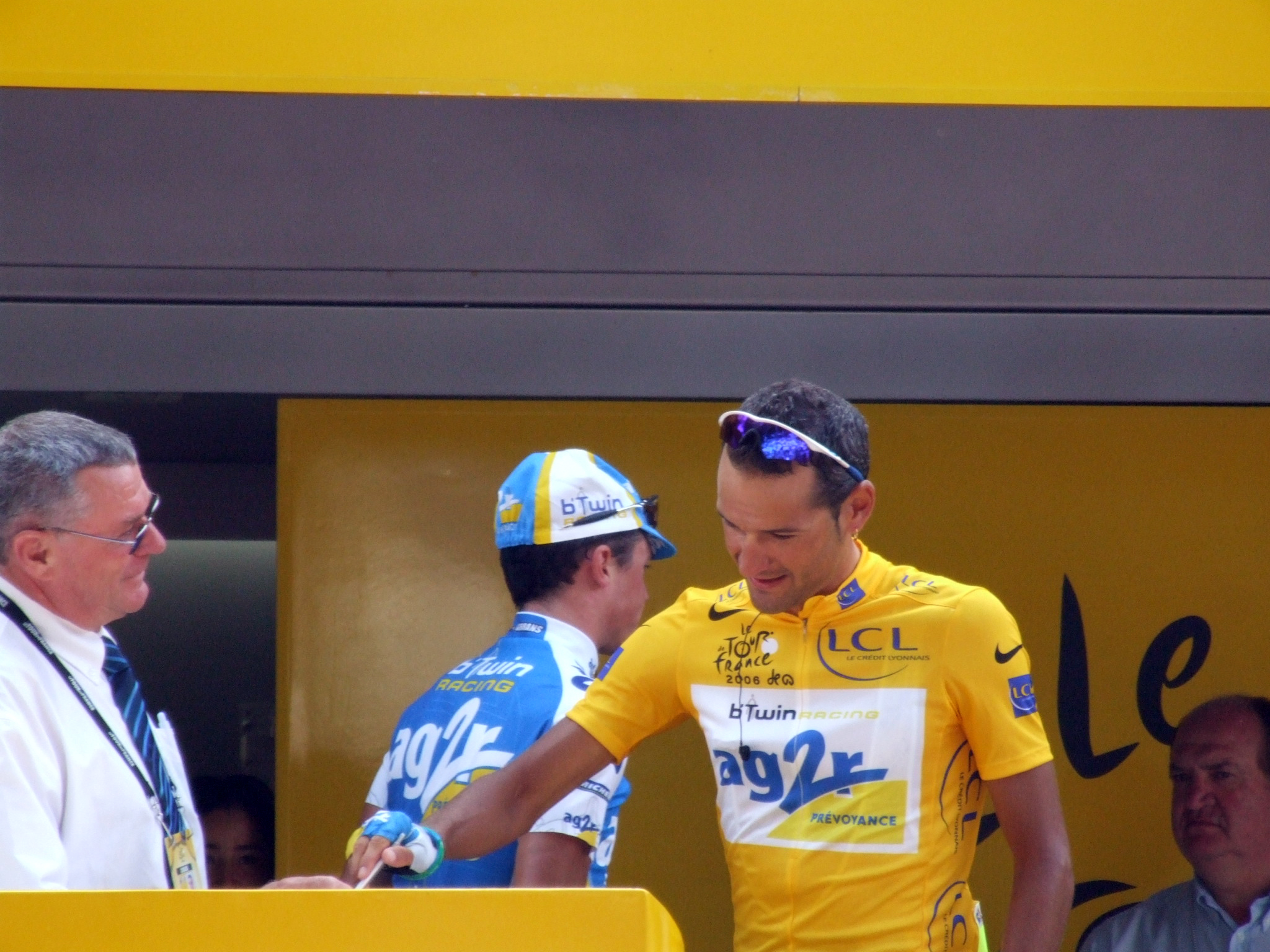
Dessel de groc al Tour de França de 2006

Cyril Dessel (Rive-de-Gier, 29 de novembre de 1974) és un ciclista francès, ja retirat, que fou professional del 2000 al 2011. Durant la seva carrera esportiva va córrer als equips Jean Delatour, Phonak i AG2R La Mondiale.
Els seus principals èxits els va aconseguir al Tour de França, cursa en la qual va guanyar una etapa en l'edició del 2008 i portà el mallot groc de líder durant un dia en la de 2006. El 2008 va prendre part en els Jocs Olímpics d'Estiu de Pequín.

## Palmarès
- 1996
  -  Campió de França de contrarellotge sub-23
- 2000
  - 1r al GP Ostfenster
- 2006
  - 1r al Tour del Mediterrani i vencedor d'una etapa
  - 1r al Tour de l'Ain i vencedor d'una etapa
  - 1r a Marquette-lez-Lille
  - 1r a Monein
- 2008
  - 1r al Critèrium de Lisieux
  - Vencedor d'una etapa al Tour de França
  - Vencedor d'una etapa de la Volta a Catalunya
  - Vencedor d'una etapa als Quatre dies de Dunkerque
  - Vencedor d'una etapa al Critèrium del Dauphiné Libéré

### Resultats al Tour de França
- 2002. 113è de la classificació general
- 2006. 6è de la classificació general. Porta el mallot groc durant una etapa
- 2007. Abandona (15a etapa)
- 2008. 28è de la classificació general. Vencedor de la 16a etapa

### Resultats a la Volta a Espanya
- 2000. 99è de la classificació general
- 2003. Abandona
- 2006. Abandona